# الکاب
الکاب (به عربی: الکاب) یک منطقهٔ مسکونی در مصر است که در استان اسوان، در ۸۳ کیلومتری جنوب اقصر بر روی ساحل شمالی نیل واقع شده‌است. به‌طور معمول سیاحان وگردشگران و توریست‌ها به‌طور مستقیم به خود شهر الکاب نمی‌روند، بلکه از طریق پنجره‌های قطار، دیوار عظیم و بزرگی را مشاهده می‌کنند که دلیل و گواه بر یک شهر بزرگ قدیمی که یک مرکز دینی مهم و پایتخت اقلیم سوم مصر علیا بوده‌است. این شهر بیانگر ایام سربلندی و بزرگی عصرهای ما قبل تاریخ تا عصر تمدن روم شرقی بوده‌است، اما گذشت زمان و کارهای بشر این مدینه را به‌طور کامل نابود ساخته‌است.

## تاریخچه
کسی از این شهر و تاریخ آن خبری نداشت تا اینکه یک هیئت باستان‌شناس بلژیکی در سال ۱۹۳۷ در این محل اقدام به حفاری نمودند و توانستند به مدارکی دست پیدا کنند که گواه آن بود که این شهر یک شهر با عظمت قدیمی بوده‌است، از جمله می‌توان به موارد کشف شده زیر اشاره نمود: مخزن‌های بزرگ مربوط به عصر الثنی، نقاشی‌هایی که بر روی صخره النسور کشیده شده بود که به عصر و عهد دولت قدیم در این شهر برمی‌گردد، در این شهر مقبره‌هایی پیدا شد که مربوط به عصر و عهد دولت‌های میانی بوده‌است. از دیگر کشفیات می‌توان به معبدهایی که مربوط به دولت جدید است اشاره کرد از جمله معبد نخبت خدای مؤنث مصر علیا و معبد تحوت و معبد آمنهوتپ سوم در صحرا، مقبره احمس بن ابانا قهرمان شریف در عصر توتمس سوم که با هیکسوس و با حری جنگید، در صخره‌ها درست شده‌است. دیوارهای دفاعی که توسط نختنبو بنا شده‌است و معبد صخره‌ای که بطلمیوس چهارم آن را بنا نمود و بسیاری از تپه‌های تاریخی دیگر که شاهد و گواه مجد و عظمت این شهر خاموش فعلی بین رود نیل و صحرا که در پشت دیوارهای بلند خودش پنهان شده‌است می‌باشد.

## موقعیت جغرافیایی
شهر الکاب از طرف شمال به روستای محامید قبلی یا الحجز قدیم محدود شده‌است و از طرف جنوب به نجع هلال محدود می‌شود.

## نگارخانه

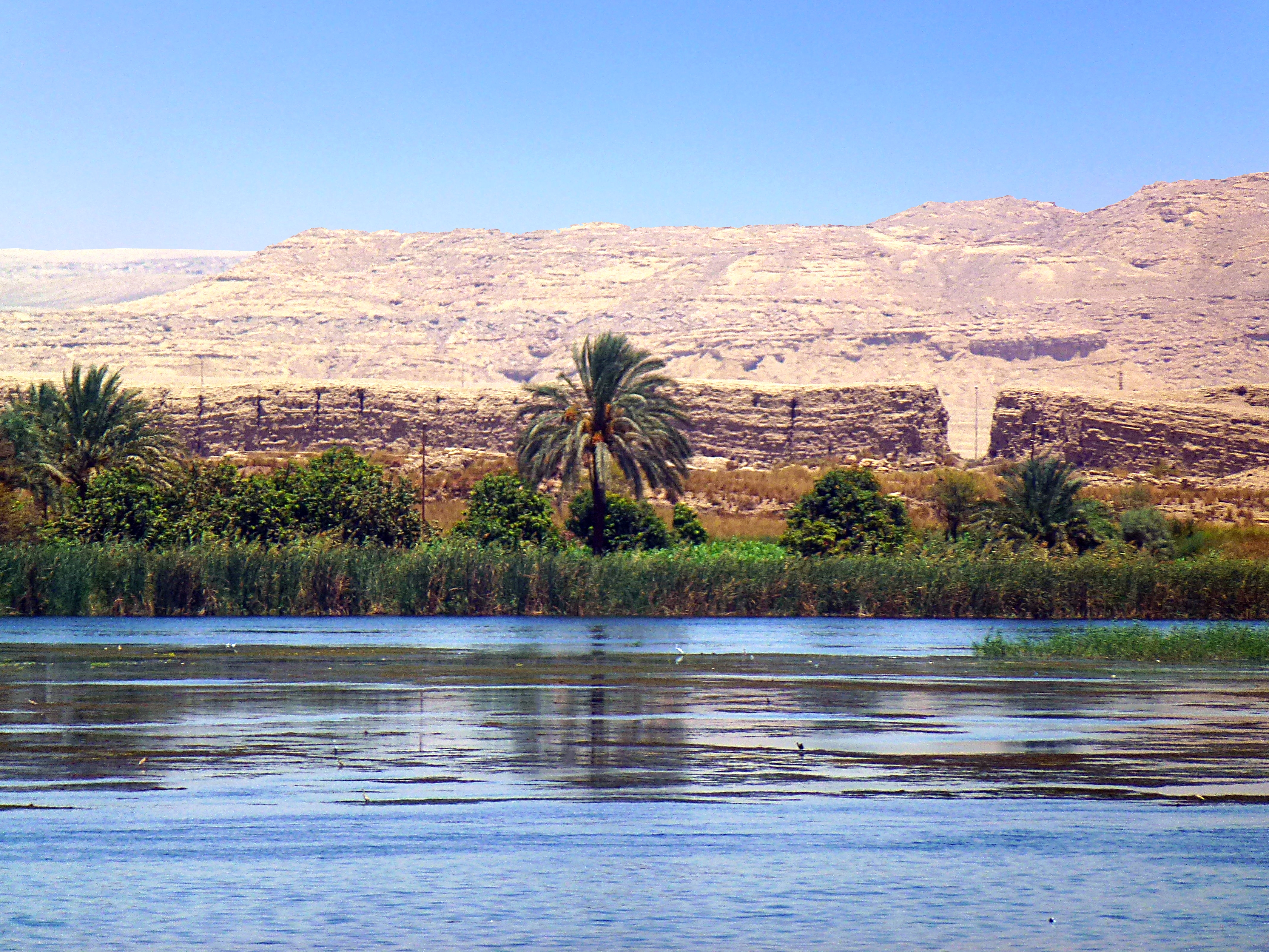
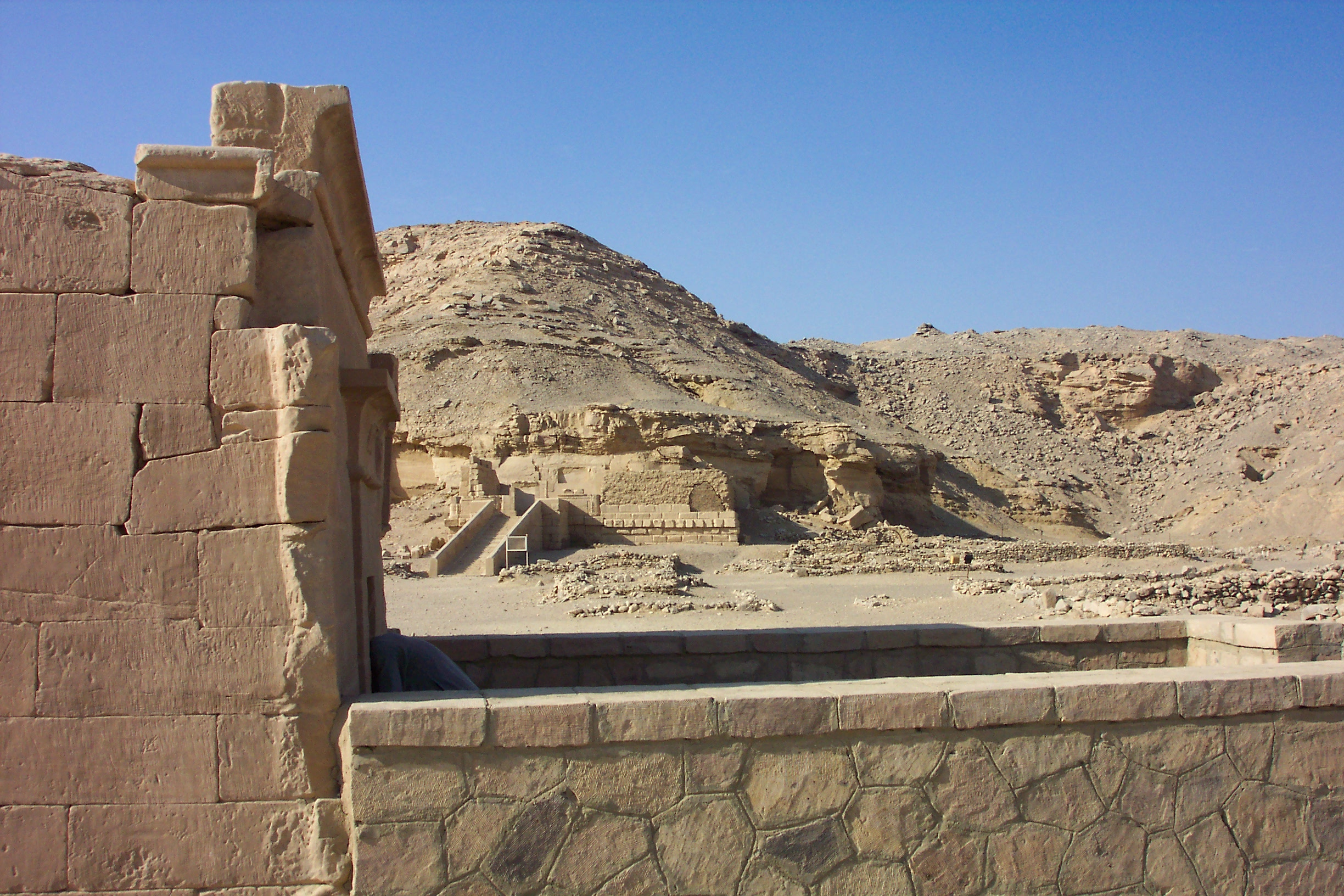
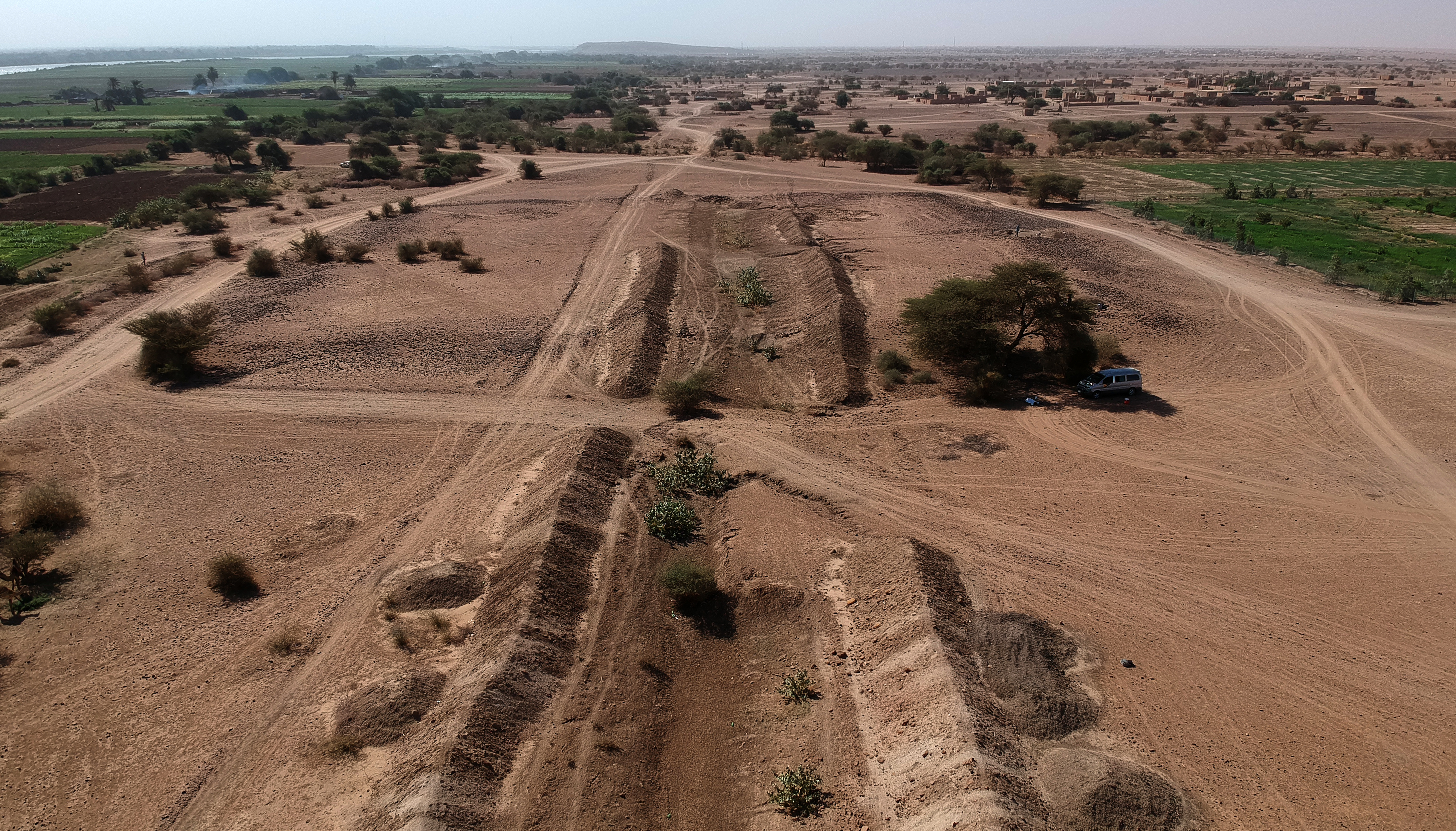